# Distretto di Buenos Aires (San Martín)
Il distretto di Buenos Aires è uno dei dieci distretti  della provincia di Picota, in Perù. Si trova nella regione di San Martín e si estende su una superficie di 272,97 chilometri quadrati.

Istituito il 7 aprile 1954, ha per capitale la città di Buenos Aires; al censimento 2005 contava 3.456 abitanti.